# Michel Vovelle
Michel Vovelle, né le 6 février 1933 à Gallardon et mort le 6 octobre 2018 à Aix-en-Provence,, est un historien français, engagé politiquement au Parti communiste français.
Notamment spécialiste de la Révolution française, il succède à Albert Soboul à la tête de l'Institut d'histoire de la Révolution française, de 1981 à 1993.

## Biographie

### Origines et formation
Michel Vovelle est le fils de Gaëtan Vovelle, instituteur, partie prenante du groupe d'éducation nouvelle d'Eure-et-Loir.
Il fréquente le lycée Marceau à Chartres, puis les lycées parisiens Henri-IV et Louis-le-Grand.
Ancien élève de l'École normale supérieure de Saint-Cloud (où il est reçu major en 1953), il obtient l'agrégation d'histoire en 1956, puis soutient un doctorat d'État à Lyon-II en 1971.

### Carrière
Après avoir soutenu sa thèse sur la déchristianisation en Provence, il s'engage dans l'histoire de la Révolution dans ses aspects religieux.
D'abord professeur d'histoire moderne à l'université Aix-Marseille I, il devient ensuite professeur d'histoire de la Révolution française à l'université Paris 1 Panthéon-Sorbonne et, succédant à Albert Soboul, directeur de l'Institut d'Histoire de la Révolution française (titulaire de la chaire de 1981 à 1993).
Membre critique du Parti communiste, Michel Vovelle est choisi en 1982 par Jean-Pierre Chevènement, alors ministre de la Recherche, pour coordonner la commémoration scientifique du bicentenaire de la Révolution. En 1983, dans cette optique, Michel Vovelle devient président du conseil scientifique et technique du musée de la Révolution française.
De 1983 à 1993, il codirige la société des études robespierristes.

### De l'Histoire des religions à celle de la Révolution
Les premières recherches de Michel Vovelle ne portèrent pas directement sur la Révolution française, mais sur l'anthropologie et l'histoire religieuse en France à l'époque moderne. Dans sa thèse sur la déchristianisation en Provence, il mêle une recherche archivistique sur les testaments et une approche de l'iconographie sacrée. Il entend ainsi réfléchir sur la vision du salut et de l'au-delà et sur le rapport à la mort et à la religion dans les populations provençales de l'époque moderne. Pour la nouvelle génération d’historiens, ses travaux sur la mort sont considérés comme fondateurs. L’historien Anton Serdeczny, dans son article « Était-il « raisonnable » de commencer à réanimer les morts ? », publié dans le numéro 58 de la revue Ornicar ?, parle d’un historien « nuancé » en ce qu’il a su ne pas limiter la conquête de la mort au XVIIIe siècle au seul « triomphe de la Raison ». Il a en effet su repérer sur la même période l’importance croissante de son « aspect fantasmatique dans les arts » et a tenté, dans ses travaux, de concilier ces deux aspects contradictoires.
Après cette « première carrière » d'historien de la mort, il s'engage dans l'histoire de la Révolution dans ses aspects religieux, s'attachant notamment au concept de déchristianisation, intégrant les acquis de l'histoire des mentalités.
Appartenant au courant marxiste, il réhabilite dans les années 1990 le rôle de l'acteur individuel, jusque-là écrasé par les contraintes économiques et sociales.
Selon Michel Vovelle, la Révolution n'est « pas terminée », il s'agit d'un événement « chaud » qu'il faut « aimer » pour le comprendre. Au gré des changements de gouvernements, ses positions reçurent la vive opposition du courant des historiens critiques de la Révolution mené par François Furet ainsi que celle de la droite française, en particulier dans le cadre des commémorations du bicentenaire de la Révolution.
Dans ses travaux et ouvrages, Michel Vovelle entremêle histoire récente, vulgarisation et histoire de la Révolution, comme avec « Les Jacobins de Robespierre à Chevènement » publié en 1999 ou « La Révolution française expliquée à ma petite-fille » en 2006. Son dernier ouvrage, « La Bataille du bicentenaire de la Révolution française », peut être considéré comme un travail d'ego-histoire et est un retour réflexif sur le moment du bicentenaire.
Pour Pierre Serna (l'un de ses successeurs à l'Institut d'Histoire de la Révolution française, également engagé en faveur de Jean-Luc Mélenchon), Michel Vovelle incarne une forme d'histoire culturelle de la Révolution qui intègre les acquis de l'histoire des mentalités (il est d'ailleurs rattaché à l'« école d'Aix »), et s'affiche comme complémentaire de l'histoire sociale.
À en juger par les prises de position qu'elle a suscitées, son œuvre culmine dans son histoire de la déchristianisation de l'an II. Elle a notamment joué un rôle central dans les célébrations du bicentenaire de la Révolution en 1989, époque à laquelle il préside la Commission nationale de recherche historique pour le bicentenaire de la Révolution française à la suite d'Ernest Labrousse.
En 2014, Michel Vovelle fait don de la majeure partie de son importante bibliothèque consacrée à la Révolution française à l'IHRF, démarche se complétant d'un leg en 2019.

### Vie privée
Son épouse, Gabrielle Vovelle (née Cerino), maître-assistante en littérature comparée avec qui il rédige son premier ouvrage, meurt prématurément en 1969. Il se remarie par la suite avec Monique Rebotier, géographe, morte en 2008 ; elle joua un rôle important dans l'animation et l'organisation de la vie du cercle intellectuel que Michel Vovelle réunissait dans le cadre des préparatifs du bicentenaire.

### Engagement politique
« Communiste hétérodoxe », membre de la « cellule Duclos » du Parti communiste français à partir de 1956, il soutient en 2012 Jean-Luc Mélenchon, candidat du Front de gauche à l'élection présidentielle.

## Publications
- Deux notables provençaux sous la Révolution française (en collaboration avec Hervé de Fontmichel), in Provence historique, Aix-en-Provence, 1967
- Vision de la mort et de l'au-delà en Provence du XVe au XIXe siècle d'après les autels des âmes du purgatoire, (en collaboration avec Gaby Vovelle), Paris, A. Colin, 1970.
- Nouvelle histoire de la France contemporaine, t. 1 : La chute de la monarchie, 1787-1792, Paris, Éditions du Seuil, coll. « Points. Histoire » (no 104), 1972, 282 p. (ISBN 2-02-000652-9, présentation en ligne). Édition revue et mise à jour : Nouvelle histoire de la France contemporaine, t. 1 : La chute de la monarchie, 1787-1792, Paris, Éditions du Seuil, coll. « Points. Histoire » (no 101), 1999, 312 p. (ISBN 2-02-037519-2).
- Piété baroque et déchristianisation en Provence au XVIIIe siècle. Les attitudes devant la mort d'après les clauses de testaments, Paris, Seuil, 1973.
- Mourir autrefois, coll « Archives », Paris, Gallimard / Julliard, 1974 ; rééd. collection Folio, 1990.
- L'Irrésistible Ascension de Joseph Sec bourgeois d'Aix, Aix, Edisud, 1975.
- La Métamorphose de la fête en Provence de 1750 à 1820, Paris, Flammarion, 1976.
- Religion et Révolution : la déchristianisation de l'an II, Paris, Hachette, 1976.
- La Mort et l'Occident de 1300 à nos jours, Paris, Gallimard, 1983 ; réed. 2001.
- La Ville des morts, essai sur l'imaginaire collectif urbain d'après les cimetières provençaux, 1800-1980 (en collaboration avec Régis Bertrand), Marseille, Éditions du CNRS, 1983.
- Images et récits de la Révolution française, Paris, Messidor, 1984-1989, 5 vol. Direction de l'ouvrage.
- Théodore Desorgues ou la désorganisation : Aix-Paris, 1763-1808, Paris, Seuil, 1985.
- La Mentalité révolutionnaire : société et mentalités sous la Révolution française, Paris, Éditions sociales, 1986  (ISBN 2-209-05668-3).
- 1793, la Révolution contre l'Église : de la raison à l'être suprême, Paris, Complexe, 1988.
- Les Aventures de la raison (entretiens avec Richard Figuier), Paris, Belfond, 1989.
- De la cave au grenier, Québec, Serge Fleury, 1980.
- Histoires figurales : des monstres médiévaux à Wonderwoman, Paris, Usher, 1989.
- La Révolution française, Paris, A. Colin, 1992-2002.
- L'heure du grand passage : Chronique de la mort, collection « Découvertes Gallimard / Culture et société » (no 171), Paris, Gallimard, 1993.
- La découverte de la politique. Géopolitique de la révolution française, Paris, La Découverte, 1993  (ISBN 2-7071-2106-1).
- Les Âmes du purgatoire ou le travail du deuil, Paris, Gallimard, coll. « Le temps des images », 1996  (ISBN 2-07-073816-7).
- Le Siècle des lumières, Paris, PUF, 1997.
- Les Jacobins de Robespierre à Chevènement, Paris, La Découverte, 1999.
- Les Républiques sœurs sous les regards de la grande nation, Paris, L'Harmattan, 2001.
- Combats pour la Révolution française, Paris, La Découverte, 1993-2001.
- Les Folies d'Aix ou la fin d'un monde, Pantin, Le temps des cerises, 2003.
- La Révolution française expliquée à ma petite-fille, Paris, Seuil, 2006.
- 1789 l'héritage et la mémoire, Toulouse, Privat, 2007  (ISBN 978-2-7089-6870-7).
- La Révolution au village. Une communauté gardoise de 1750 à 1815 : Saint-Jean-de-Maruéjols, Paris, Editions de Paris-Max Chaleil, 2013  (ISBN 978-2-84621-181-9).
- La Bataille du bicentenaire de la Révolution française, Paris, La Découverte, 2017  (ISBN 978-2-7071-9392-6).
- Mémoires vives ou perdues. Essai sur l'histoire et le souvenir, Paris, Éditions de Paris-Max Chaleil, 2018.

## Distinctions
- Officier de l'ordre national du Mérite